# Цымбалюк, Владимир Степанович
Влади́мир Степа́нович Цымбалю́к (1 сентября 1933, Антонина, Киевская область — 27 мая 2020) — советский легкоатлет, специалист по бегу на средние дистанции. Выступал за сборную СССР по лёгкой атлетике в 1950-х и 1960-х годах, победитель и призёр первенств всесоюзного значения, участник ряда крупных международных стартов. Представлял Ленинград и спортивное общество «Трудовые резервы». Мастер спорта СССР. Тренер по лёгкой атлетике, преподаватель, спортивный функционер. Заслуженный учитель Российской Федерации (2002).

## Биография
Владимир Цымбалюк родился 1 сентября 1933 года в селе Антонина Монастырищенского района Винницкой области Украинской ССР.
В 1939 году с семьёй переехал на постоянное жительство в Ленинград, во время Великой Отечественной войны оказался в блокаде, некоторое время находился в эвакуации в Краснодарском крае, затем в 1944 году вернулся на Украину, где окончил ремесленное железнодорожное училище.
В 1951 году вновь приехал в Ленинград — учиться в Ленинградском техникуме физической культуры и спорта «Трудовые резервы». Занимался лёгкой атлетикой под руководством заслуженного мастера спорта СССР Роберта Давыдовича Люлько и заслуженного тренера РСФСР Владимира Александровича Миронова. С 1954 года состоял в ленинградском городском совете всесоюзного добровольного спортивного общества «Трудовые резервы».
Как спортсмен наивысшего успеха добился в сезоне 1956 года, когда на чемпионате страны в рамках Первой летней Спартакиады народов СССР в Москве превзошёл всех соперников в беге на 800 метров и завоевал золотую медаль. В 1959 году на II летней Спартакиаде народов СССР в Москве стал бронзовым призёром в той же дисциплине. В 1963 году на III летней Спартакиаде народов СССР в Москве попасть в число призёров не смог. В составе советской сборной участвовал в матчевых встречах «СССР — Великобритания», «РСФСР — Польша», «Ленинград — Хельсинки». Мастер спорта СССР.
После завершения спортивной карьеры в течение многих лет занимал должность старшего тренера центрального совета «Трудовых резервов», тренировал группу выносливости в сборной команде СССР. Подготовил ряд титулованных легкоатлетов, в частности среди его воспитанников Владимир Лисовский, Александр Сторожев, Андрей Ипатов, Владимир Евдокимов, Владимир Лукинов и др.
Преподавал в Ленинградском институте инженеров железнодорожного транспорта, занимал должность директора Специализированной детско-юношеской спортивной школы олимпийского резерва по лёгкой атлетике ленинградского городского совета добровольного спортивного общества «Спартак». Работал учителем физической культуры в школах № 195 и № 233 Красногвардейского района, где также заведовал легкоатлетической секцией.
В 2005—2008 годах — методист Городского центра по физической культуре и спорту.
Удостоен почётного звания «Заслуженный учитель Российской Федерации» (2002), награждён нагрудными знаками «За гуманизацию школы Санкт-Петербурга» (2003), «За заслуги в развитии физической культуры и спорта Санкт-Петербурга», «Жителю блокадного Ленинграда», «Отличник профтехобразования СССР», «Отличник физической культуры и спорта».
Умер 27 мая 2020 года в возрасте 86 лет.